# Santibáñez de Béjar
Santibáñez de Béjar ist ein Ort und eine westspanische Gemeinde (municipio) mit 444 Einwohnern (Stand: 2024) in der Provinz Salamanca in der Autonomen Region Kastilien-León.

## Lage
Santibáñez de Béjar liegt etwa 60 Kilometer südlich von Salamanca und etwa 200 Kilometer westlich von Madrid in einer Höhe von ca. 965 m. Der Río Tormes begrenzt die Gemeinde im Norden. In der Gemeinde erhebt sich der Cerro del Berrueco, der sich mit maximal 1355 m erhebt. Das Klima im Winter ist kühl, im Sommer dagegen durchaus warm; die eher Niederschlagsmengen (ca. 817 mm/Jahr) fallen – mit Ausnahme der nahezu regenlosen Sommermonate – verteilt übers ganze Jahr.

## Bevölkerungsentwicklung
| Jahr      | 1970 | 1981 | 1991 | 2001 | 2011 | 2021 |
| Einwohner | 1049 | 784  | 649  | 667  | 495  | 462  |

Der deutliche Bevölkerungsrückgang seit den 1950er Jahren ist im Wesentlichen auf die Mechanisierung der Landwirtschaft sowie auf die Aufgabe von bäuerlichen Kleinbetrieben und den damit einhergehenden Verlust an Arbeitsplätzen zurückzuführen (Landflucht).

## Sehenswürdigkeiten
- Jakobuskirche (Iglesia de Santiago Apóstol)
- Kapelle Unserer Lieben Frau (Ermita de Nuestra Señora de Valparaíso)
- mittelalterlicher Turm
- Uhrenturm von 1890

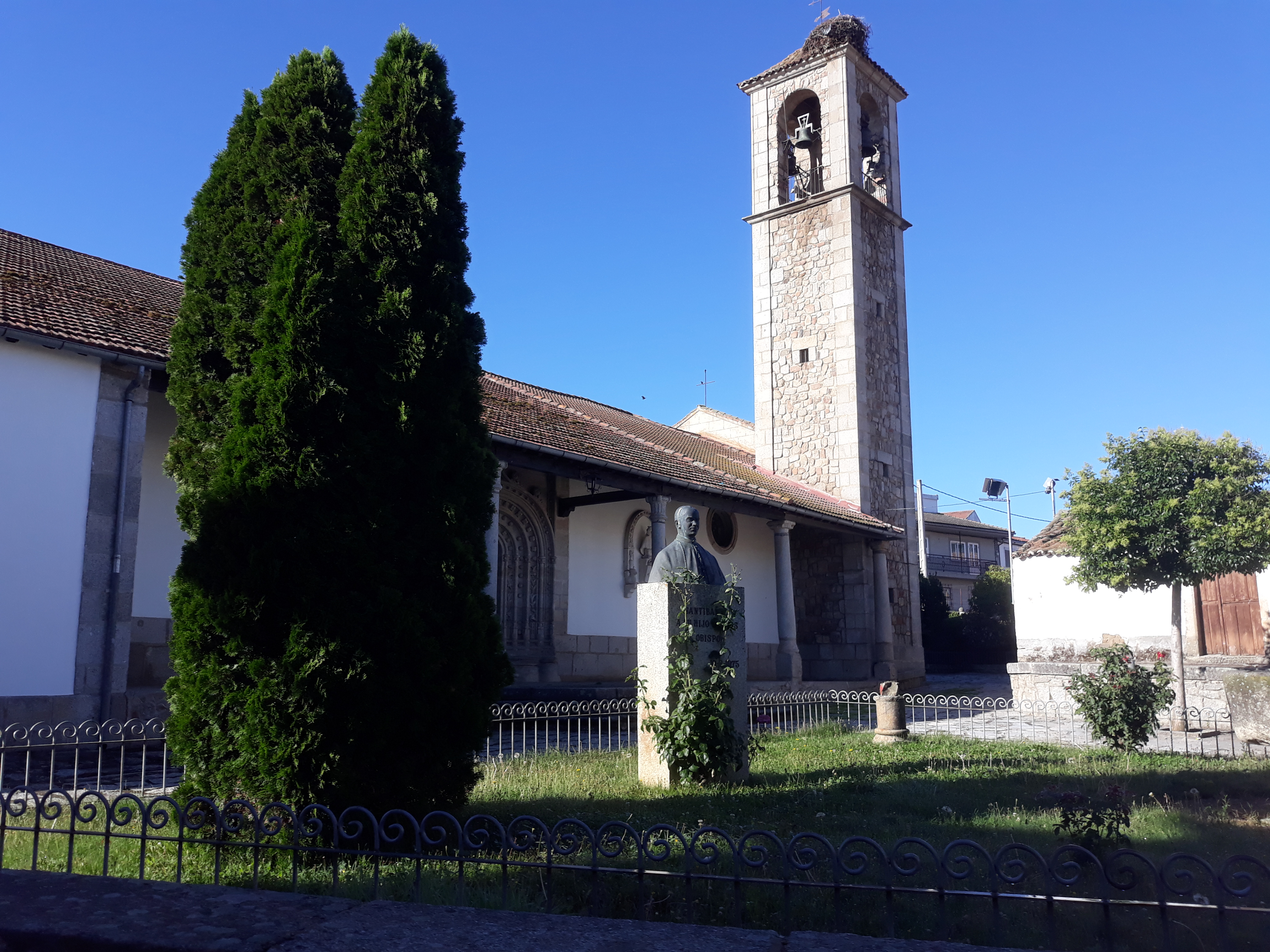
Jakobuskirche
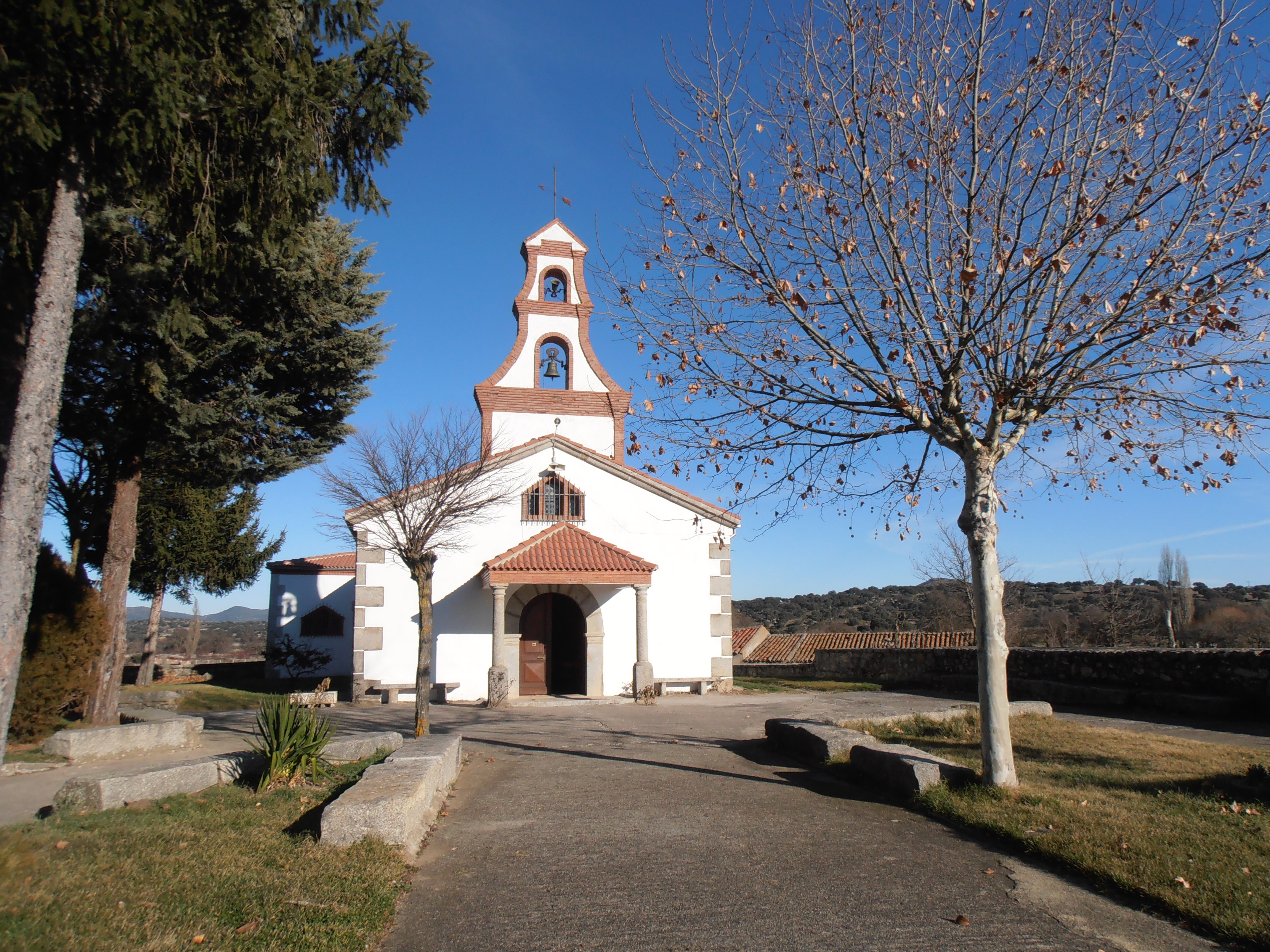
Kapelle Unserer Lieben Frau
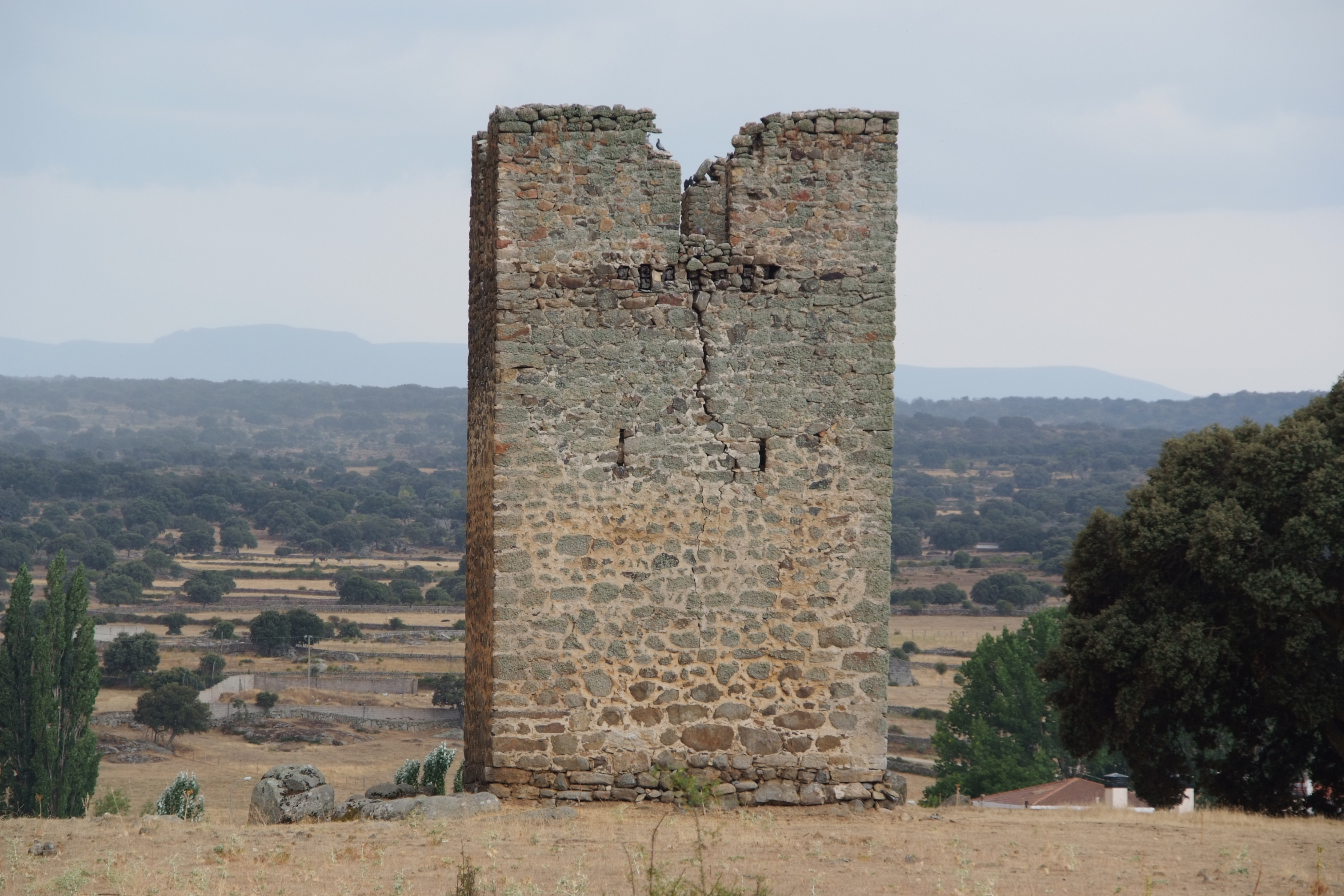
Mittelalterlicher Turm
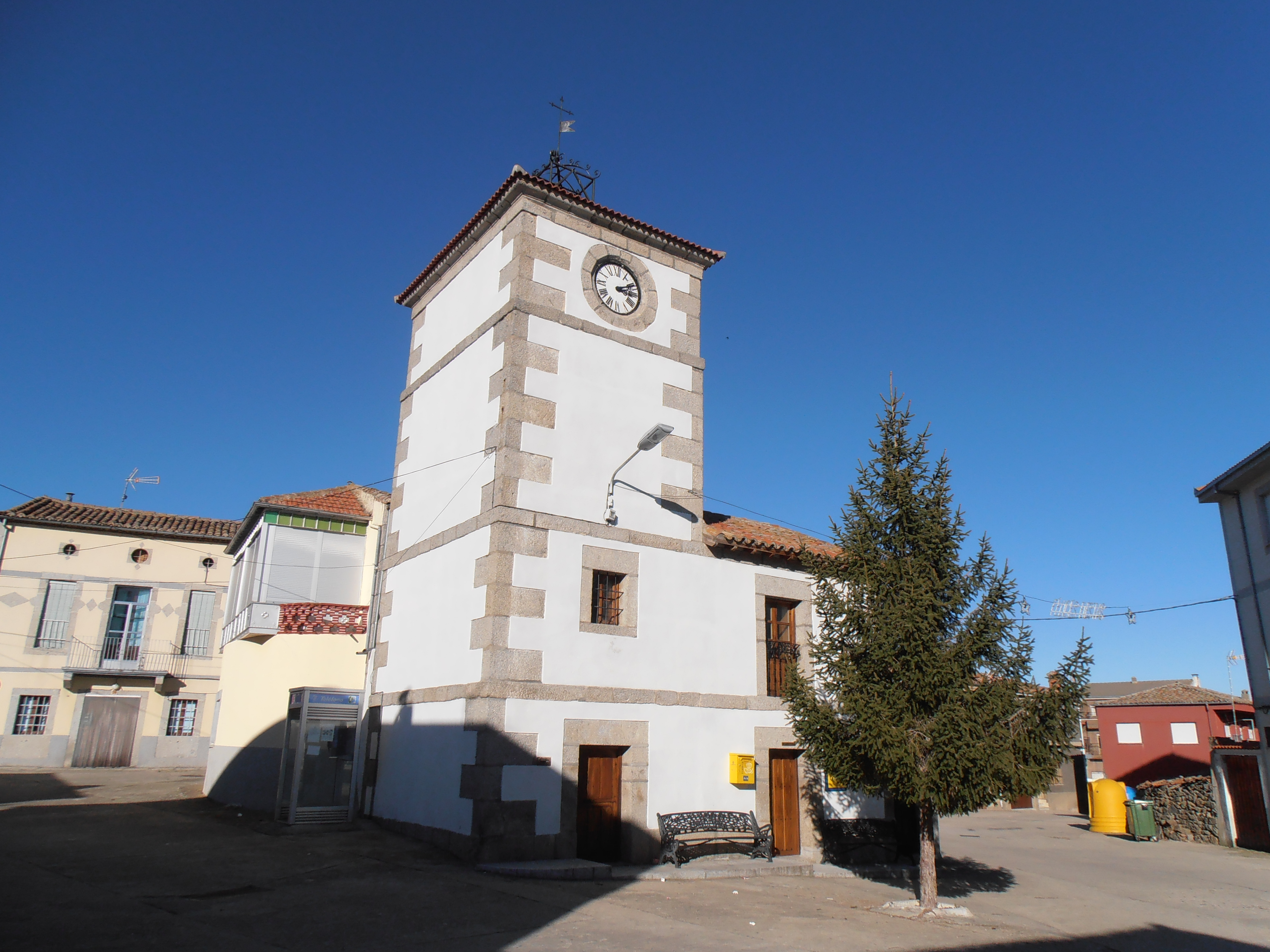
Uhrenturm

## Persönlichkeiten
- Santos Moro Briz (1888–1980), Bischof von Ávila (1935–1968)